# Cecropia multiflora
Espèce
Synonymes
- Ambaiba bicolor (Klotzsch) Kuntze[2]
- Ambaiba strigosa (Trécul) Kuntze[2]
- Cecropia bicolor Klotzsch[2]
- Cecropia multiflora Snethl.[2]
- Cecropia rugosa Cuatrec.[2]

Statut de conservation UICN

 NT  : Quasi menacé
Cecropia multiflora est une espèce de plantes à fleurs de la famille des Urticaceae.

## Publication originale
- Notizblatt des Botanischen Gartens und Museums zu Berlin-Dahlem 8: 367. 1923.